# Андрощук Руслан Андрійович
Руслан Андрійович Андрощук (нар. 5 лютого 1980; Стара Котельня, Андрушівський район, Житомирська область, УРСР — пом. 6 квітня 2004; Ель-Кут, Ірак) — український військовослужбовець, миротворець, кулеметник відділення спеціального призначення взводу розвідувальної роти управління 6-ї окремої механізованої бригади.

## Біографія
Народився 5 лютого 1980 року на Житомирщині. У червні 1982 року сім'я Андрощуків переїхала в село Колодянка Новоград-Волинського району. У 1986–1997 роках навчався у Колодянській середній школі. Згодом вступив до Козятинського міжрегіонального вищого професійного училища залізничного транспорту.
6 червня 1998 року був призваний на строкову службу у прикордонні війська міста Харкова. 25 листопада 1999 року звільнився зі строкової служби й продовжував навчатись в училищі, де здобув спеціальність помічника машиніста, але за спеціальністю не працював. 12 листопада 2002 року поступив на військову службу за контрактом у військову частину міста Ізяслава у 8-й окремий полк спеціального призначення. Через два роки пішов зі служби й влаштувався на роботу в Новоград-Волинському.
3 січня 2004 у складі 6-ї механізованої бригади в Республіці Ірак служив кулеметником взводу спецпризначення розвідувальної роти.
6 квітня 2004 року в другій половині дня у місті Ель-Кут з'явилися озброєні групи іракців, які намагалися захопити стратегічно важливі об'єкти. За міст через річку Тигр, контрольований українськими солдатами, зав'язався бій, під час якого іракські бойовики підбили український бронетранспортер ручним гранатометом. Вибухом було поранено шістьох українських військовослужбовців, Руслан Андрощук помер від отриманих поранень по дорозі до базового табору.
Руслан Андрощук став першим українським миротворцем, який загинув в Іраку під час бойових дій.

### Вшанування пам'яті
В 6-й ОМБР рішенням командира бригади генерал-майора Сергія Островського був оголошений день жалоби. Керівництво Міністерства оборони та посольство США в Україні висловили співчуття рідним та близьким Руслана Андрощука. Президент України Леонід Кучма також висловив співчуття рідним і близьким загиблого і доручив голові Житомирської обласної державної адміністрації і Житомирському обласному військовому комісару відвідати рідних Руслана та надати їм усю необхідну допомогу.
Похований у селі Колодянка з військовими почестями. З Києва приїхала рота почесної варти, а з Міністерства оборони — заступник міністра. Похорон миротворця був здійснений коштом Міністерства оборони.
Сім'я загиблого миротворця отримала грошову компенсацію в розмірі $105 тисяч.

## Особисте життя
Батько — Андрій Степанович, десантник, відслужив на Далекому Сході. Мати — Олена Василівна. Брати — Віктор, Анатолій.

## Нагороди
- орден «За мужність» III ступеня (6 травня 2004) — за особисту мужність і відвагу, самовіддані дії та зразкове виконання військового обов'язку, виявлені під час виконання миротворчих завдань, пов'язаних з ризиком для життя[7];
- Пам'ятний нагрудний знак «Воїн-миротворець»[8]